# Нобузане, Фудзивара
Фудзивара Нобузане ( яп. 藤原 信実; 1176–1265 ) — один из ведущих японских художников- портретистов своего времени. 
Нобузане родился в Киото в семье художника-портретиста Фудзивары Таканобу. Таканобу специализировался на портретах nise-e («изображение сходства»). Из его сохранившихся произведений наиболее значительным является набор из тридцати шести бессмертных поэтов. Сын Нобузане Тамецугу и его внук Таменобу продолжили семейную традицию живописи. 